# Pic de Cerbillona
Le pic de Cerbillona (en espagnol pico Cerbillona), à 3 247 ou 3 248 mètres d'altitude, dans le massif du Vignemale, constitue le bord supérieur sud-ouest du glacier d'Ossoue avec le pic Central, à 3 235 mètres, et le pic du Clot de la Hount, à 3 289 mètres. Le Montferrat, 3 219 mètres en limite le bord sud. La pique Longue, 3 298 mètres, en est le sommet, et le point culminant des Pyrénées françaises.

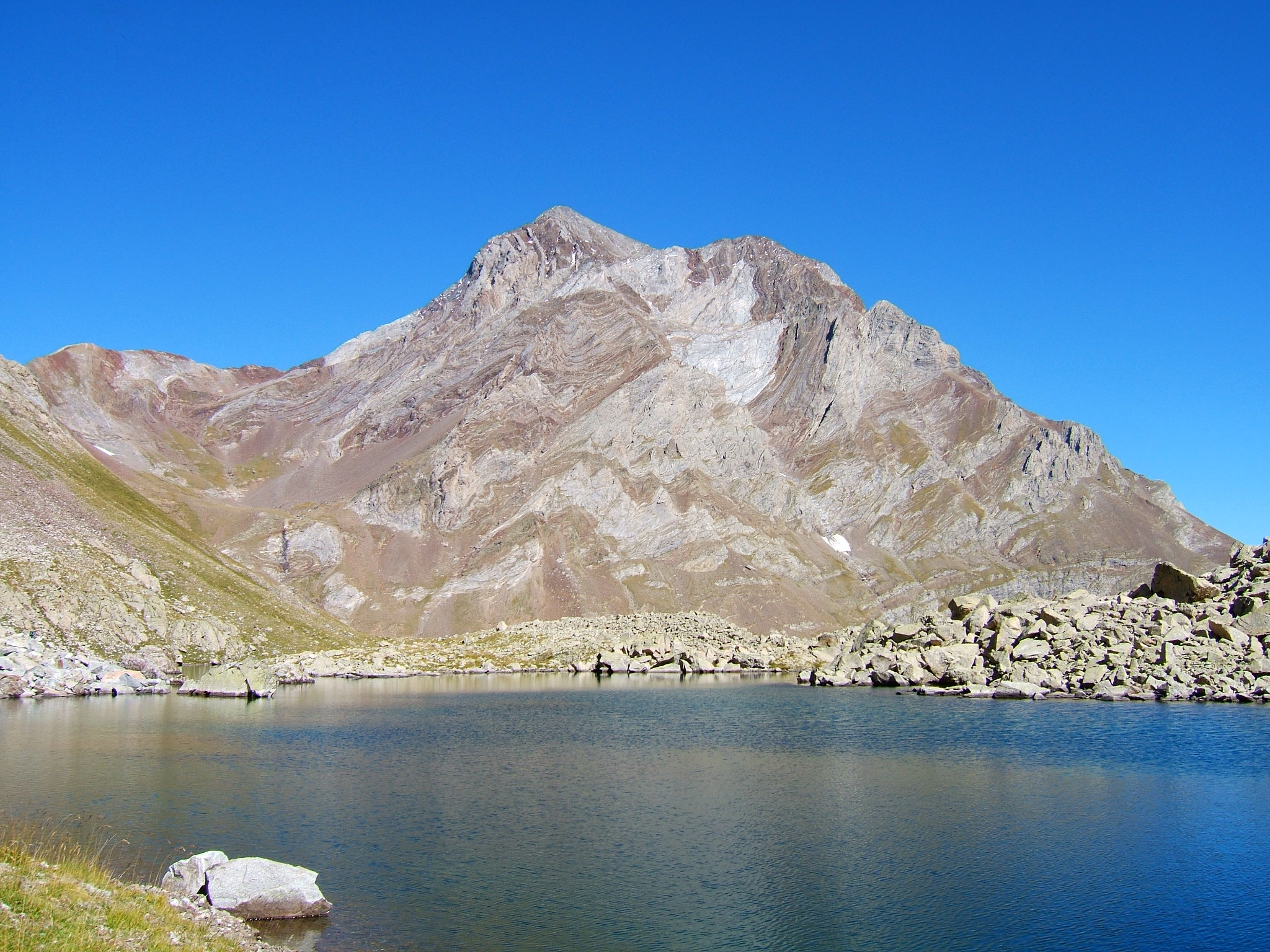
Face ouest du Vignemale depuis libón de los Batans : pique Longue à gauche, pic de Cerbillona à droite.

## Géographie

### Topographie
Il est situé entre la France et l'Espagne sur la frontière franco-espagnole entre les croix frontière no 314 et no 315.

### Hydrographie
Le sommet délimite la ligne de partage des eaux entre le bassin de l'Adour, qui se déverse dans l'Atlantique côté nord, et le bassin de l'Èbre, qui coule vers la Méditerranée côté sud.